# كاثرين غلاس
كاثرين غلاس (بالإنجليزية: Katherine Glass)‏ هي ممثلة أمريكية، ولدت في 11 يناير 1947 في نيو هيفن في الولايات المتحدة.

## وصلات خارجية
- كاثرين غلاس على موقع IMDb (الإنجليزية)
- كاثرين غلاس على موقع قاعدة بيانات الفيلم (الإنجليزية)